# HMS H31
| HMS H31                                                             | HMS H31                                                                         | HMS H31                                                                         |
| ------------------------------------------------------------------- | ------------------------------------------------------------------------------- | ------------------------------------------------------------------------------- |
| HMS H31                                                             |                                                                                 |                                                                                 |
|                                                                     |                                                                                 |                                                                                 |
| Британський однотипний підводний човен H28                          |                                                                                 |                                                                                 |
| Верф                                                                | Vickers Limited, Барроу-ін-Фернесс                                              | Vickers Limited, Барроу-ін-Фернесс                                              |
| Під прапором                                                        | Велика Британія                                                                 | Велика Британія                                                                 |
| Належність                                                          | Військово-морські сили Великої Британії                                         | Військово-морські сили Великої Британії                                         |
| Порт приписки                                                       | Портленд, Ротсей, Лох-Фойл, Кемпбелтаун                                         | Портленд, Ротсей, Лох-Фойл, Кемпбелтаун                                         |
| Замовлення                                                          | лютий 1917                                                                      | лютий 1917                                                                      |
| Закладений                                                          | 19 квітня 1917                                                                  | 19 квітня 1917                                                                  |
| Спуск на воду                                                       | 16 листопада 1918                                                               | 16 листопада 1918                                                               |
| Введений до складу флоту                                            | 21 лютого 1919                                                                  | 21 лютого 1919                                                                  |
| На службі                                                           | 1919-1941                                                                       | 1919-1941                                                                       |
| Загибель                                                            | 24 грудня 1941 року затонув у Біскайській затоці, ймовірно підірвавшись на міні | 24 грудня 1941 року затонув у Біскайській затоці, ймовірно підірвавшись на міні |
| Бойовий досвід                                                      | Друга світова війна                                                             | Друга світова війна                                                             |
| Проєкт                                                              |                                                                                 |                                                                                 |
| Тип ПЧ                                                              | прибережний дизель-електричний торпедний ПЧ                                     | прибережний дизель-електричний торпедний ПЧ                                     |
| Основні характеристики                                              |                                                                                 |                                                                                 |
| Швидкість (надводна)                                                | 11,5 вузлів (21,3 км/год)                                                       | 11,5 вузлів (21,3 км/год)                                                       |
| Швидкість (підводна)                                                | 9 вузлів (17 км/год)                                                            | 9 вузлів (17 км/год)                                                            |
| Робоча глибина занурення                                            | 30 м                                                                            | 30 м                                                                            |
| Дальність плавання                                                  | 2 985 морських миль (5 528 км) на швидкості 7,5 вузлів (13,9 км/год)            | 2 985 морських миль (5 528 км) на швидкості 7,5 вузлів (13,9 км/год)            |
| Екіпаж                                                              | 22 офіцери та матроси                                                           | 22 офіцери та матроси                                                           |
| Розміри                                                             |                                                                                 |                                                                                 |
| Довжина найбільша (по КВЛ)                                          | 95,05 м                                                                         | 95,05 м                                                                         |
| Ширина корпусу найб.                                                | 8,33 м                                                                          | 8,33 м                                                                          |
| Середня осадка (по КВЛ)                                             | 5,13 м                                                                          | 5,13 м                                                                          |
| Водотоннажність надводна                                            | 430 т (стандартна)                                                              | 430 т (стандартна)                                                              |
| Силова установка                                                    |                                                                                 |                                                                                 |
| дизель-електрична; 2 × дизельних двигуни Vickers 2 × електродвигуни |                                                                                 |                                                                                 |
| Гвинти                                                              | 2                                                                               | 2                                                                               |
| Потужність                                                          | 2 × 240 к.с. (дизелі) 2 × 310 к.с. (електродвигун)                              | 2 × 240 к.с. (дизелі) 2 × 310 к.с. (електродвигун)                              |
| Озброєння                                                           |                                                                                 |                                                                                 |
| Торпедно- мінне озброєння                                           | 4 × 457-мм ТА, 8 торпед                                                         | 4 × 457-мм ТА, 8 торпед                                                         |

H31 (англ. HMS H31) — військовий корабель, підводний човен типу «H» Королівського військово-морського флоту Великої Британії часів Другої світової війни.
Підводний човен H31 був закладений 19 квітня 1917 року на верфі компанії Vickers Limited у Барроу-ін-Фернессі. 16 листопада 1918 року він був спущений на воду, і 21 лютого 1919 року увійшов до складу Королівського військово-морського флоту Великої Британії.

## Історія
На 1939 рік H31 був одним з небагатьох підводних човнів свого типу, що дожили до Другої світової війни. Під час війни він діяв переважно поблизу британських берегів. У листопаді 1941 року взяв участь в операції з блокування німецького лінкора «Шарнгорст» у французькому Бресті, що передувало, так званому «зухвалому прориву» цього лінкора разом з «Гнейзенау» та важким крейсером «Принц Ойген» в лютому 1942 року до німецьких портів базування. Під час операції 19 грудня 1941 року H31 вийшов у свій дев'ятий бойовий похід, але затонув з невідомих причин, найймовірніше через підрив на мінному полі в Біскайській затоці 24 грудня 1941 року.